# Alter Friedhof (Cluny)

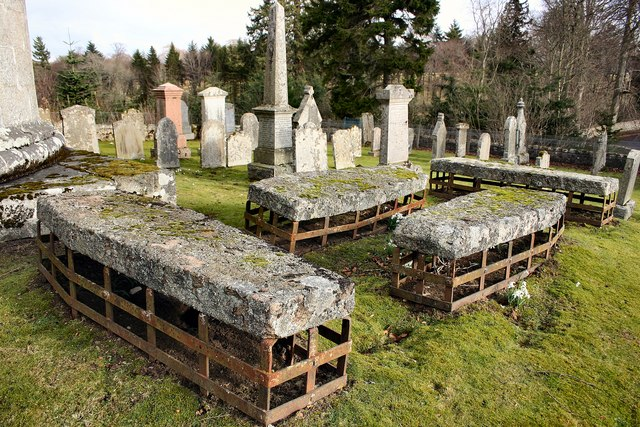
Mortsafes auf dem Alten Friedhof von Cluny

Der Alte Friedhof von Cluny ist ein Friedhof nahe der schottischen Ortschaft Sauchen in der Council Area Aberdeenshire. 1984 wurde das Bauwerk in die schottischen Denkmallisten in der höchsten Denkmalkategorie A aufgenommen. Das auf dem Friedhof befindliche Fraser Mausoleum ist separat als Kategorie-A-Denkmal klassifiziert.

## Geschichte
Am Standort befand sich spätestens seit 1225 eine Kirche, welche dem iroschottischen Heiligen Machar geweiht war. Vermutlich wurde das Gebäude im Laufe der Jahrhunderte erweitert, denn 1732 wurde es als Kreuzkirche beschrieben. 1789 lag die Kirche als Ruine vor und wurde schließlich abgetragen. Direkt benachbart entstand die heutige Cluny Parish Church mit eigenem angeschlossenem Friedhof.

## Beschreibung
Der Alte Friedhof von Cluny liegt an einem Hang. Die ältesten Grabsteine stammen aus dem frühen 19. Jahrhundert. Markant ist die im klassizistischen Greek Revival ausgestaltete Grablege der Familie Linton. Als Architekt wird Archibald Simpson in Betracht gezogen. Vermutlich in den späten 1890er Jahren entstand das im Stile der frühen italienischen Renaissance mit Terrakotta ausgestaltete monumentale Grab von James Reid. Auf einer etwa sechs Meter langen und vier Meter breiten Plattform sind vier Mortsafes gleicher Bauart aufgestellt. Sie weisen die Form von Särgen auf und schließen mit 2,15 m langen, 74 cm breiten und 15 cm dicken Granitplatten. Die darunterliegenden schmiedeeisernen Käfige sind 28 cm hoch.

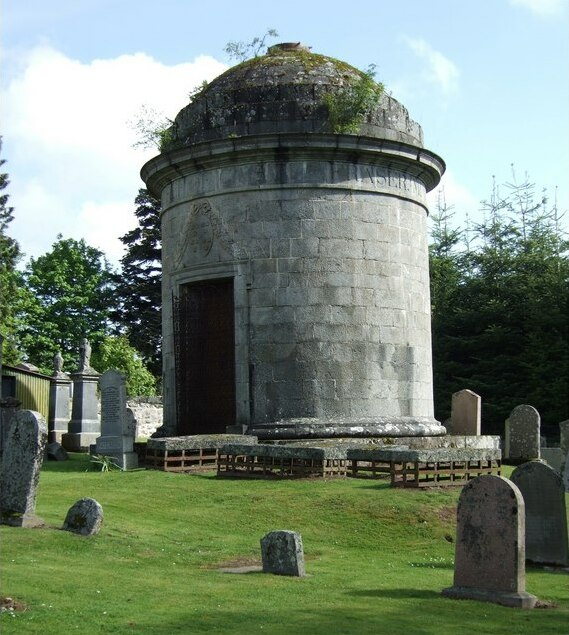
Fraser Mausoleum

Das Fraser Mausoleum dominiert den Friedhof. Es wurde im Jahre 1808 errichtet. Der Rundbau aus Granit ist klassizistisch ausgestaltet. Er ruht auf einer flachen Plinthe und schließt mit einer Kuppel ab. Ein schmiedeeisernes Tor versperrt das Eingangsportal. Der umlaufende Fries trägt die Inschrift: „ELIZABETH FRASER OF CASTLE FRASER MDCCC VIII“.